# 小峰寺 (白河市)
小峰寺（しょうほうじ）は、福島県白河市にある時宗の寺院。

## 歴史
鎌倉時代中期、一遍によって開山された。元々は現在の白河市藤沢に位置していたが、後に現在地に移転した。白河結城氏の菩提寺であった。
当寺は、時宗の遊行上人（法主）が遊行する際に、当地における拠点となっていた。

## 文化財
- 小峰寺厨子（福島県指定重要文化財 昭和54年3月23日指定）[3]
- 木造阿弥陀如来立像（白河市指定重要文化財 平成6年3月7日指定）[4]
- 木造地蔵菩薩立像（白河市指定重要文化財 平成6年3月7日指定）[5]
- 六字名号〔一遍上人筆 真教上人筆 一鎮上人筆 託阿上人筆 太空上人筆 〕（白河市指定重要文化財 平成9年10月16日指定）[6]

## 交通アクセス
- 白河駅より徒歩16分。